# 喇叭镇
喇叭镇，是中华人民共和国贵州省遵义市红花岗区下辖的一个乡镇级行政单位。
2016年3月20日，国务院批复同意贵州省调整遵义市部分行政区划，将原遵义县的喇叭镇划归红花岗区管辖。

## 行政区划
喇叭镇下辖以下地区：
喇叭村、乐声村、瓦龙村、红岩村、高山村、合力村和龙堰村。